# Castrillo Mota de Judíos
Castrillo Mota de Judíos é um município da Espanha na província de Burgos, comunidade autónoma de Castela e Leão, de área  km² com população de 67 habitantes (2007) e densidade populacional de 3,22 hab/km².

## Nome da aldeia
Em 25 de maio de 2014, os 65 habitantes da aldeia de Castrillo Matajudíos vão decidir, por referendo, se querem ou não mudar o nome da terra.
As alternativas são voltar ao nome original, Castrillo Motajudíos ou Castrillo Mota de Judíos (a colina dos judeus) apagando assim uma referência a um suposto massacre de judeus que "nunca aconteceu".
O nome da terra foi mudado por um erro de um escrivão em 1637 que trocou o "o" por um "a" deixando a aldeia com uma imagem errada que nem sequer corresponde à origem da localidade.

## Demografia
| Variação demográfica do município entre 1991 e 2004 | Variação demográfica do município entre 1991 e 2004 | Variação demográfica do município entre 1991 e 2004 | Variação demográfica do município entre 1991 e 2004 |
| --------------------------------------------------- | --------------------------------------------------- | --------------------------------------------------- | --------------------------------------------------- |
| 1991                                                | 1996                                                | 2001                                                | 2004                                                |
| 82                                                  | 84                                                  | 80                                                  | 71                                                  |